# Таёжный (Якутия)
Таёжный  (якут.  ) — упразднённый посёлок в Нерюнгринском районе Якутии России. Входил в состав Хатыминского наслега, упразднённого в 2001 году.

## География
Село расположено на юге региона, у административной границы с Алданским улусом, при ручье Таёжный.
Расстояние до города Алдан 100 км.

## История
Постановлением Правительства Республики Саха (Якутия) от 10 июля 1998 года № 322 в Хатыминском наслеге были исключены населённые пункты из учётных данных административно-территориального деления Десовский, Перекатный, Суон-Тит, Таёжный.

## Инфраструктура
Открыто железорудное месторождение Таёжное.
Разъезд Таёжный находится примерно в 4 км.

## Транспорт
Выезд на трассу М-56 Канкунский.
железная дорога Беркакит-Томмот (Амуро-Якутская железнодорожная магистраль).